# William Taylor (Schriftsteller, 1765)

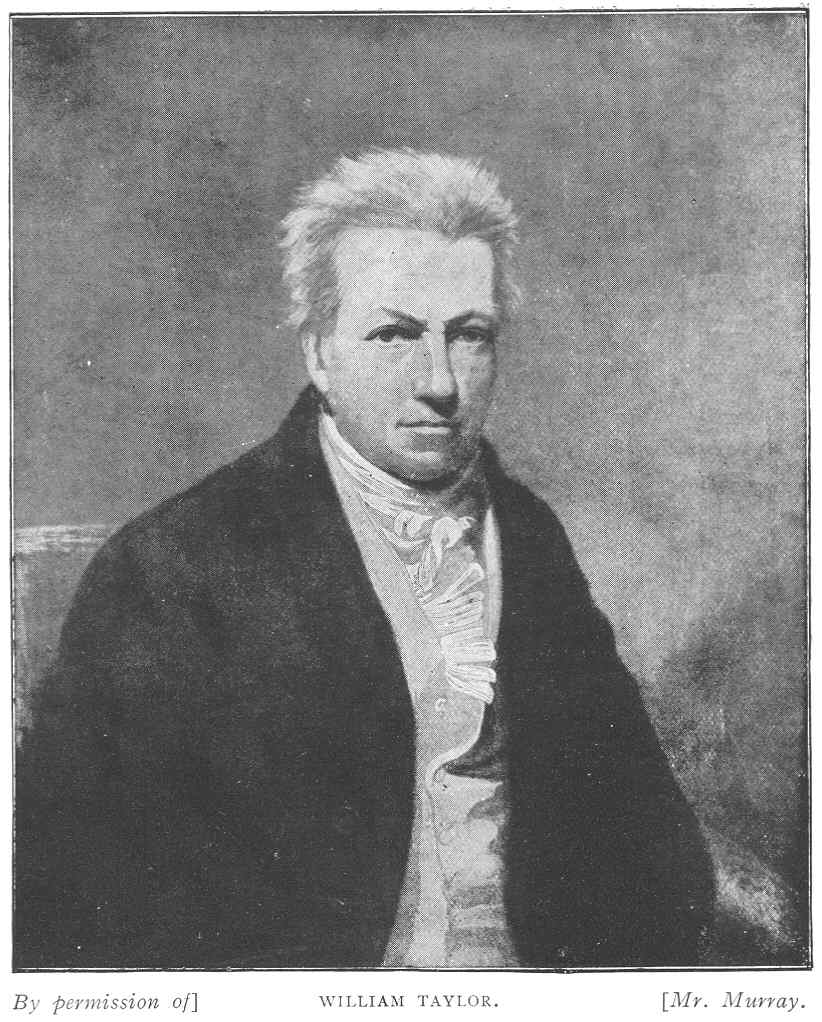
William Taylor

William Taylor (* 7. November 1765 in Norwich; † 5. März 1836 in Norwich) war ein englischer Schriftsteller, Essayist, Übersetzer und Kritiker.

## Leben
Taylor wurde in Norwich als einziges Kind eines reichen Fabrikanten mit Verbindungen zu kontinental-europäischen Handelspartnern geboren und erhielt eine herausgehobene Erziehung und Ausbildung in Palgrave, Suffolk. Für einige Jahre machte er ausgedehnte Reisen auf dem Europäischen Kontinent (zuerst nach Italien, Frankreich, Holland, dann vor allem nach Deutschland) zur Erlernung fremder Sprachen. Nach fünf Monaten in Detmold bei Pastor Röderer 1871 verstand und las er bereits Klopstock, Lavater, bevor er für mehr als ein Jahr weite Teile Deutschland bereiste und Personen wie Schlözer, Kaufmann, Goethe(?) begegnete. Er sympathisierte–  ebenso wie sein Vater–  mit den Ideen der Französischen Revolution. Mit dem Zusammenbruch der wirtschaftlichen Verhältnisse seines Vaters wandte er sich voll der Literatur zu und wurde zu einem großen Bewunderer der deutschen Dichtkunst. Er übersetzte zahlreiche deutsche Klassiker ins Englische, darunter Nathan der Weise (Lessing), Iphigenie auf Tauris (Goethe), Göttergespräche (Wieland). Er war ein sehr produktiver Literaturkritiker und Rezensent. Als sein wichtigstes Werk gilt das dreibändige Historic Survey of German Poetry (1828–30). Er fand in seinen späten Jahren durch Thomas Carlyle einen Widersacher und Kritiker.

## Bedeutung
Er kann, zeitlich vor dem streng konservativen Thomas Carlyle als der erste Engländer betrachtet werden, der sich systematisch für die Kenntnis und das Verständnis der deutschen Literatur und Romantik in England eingesetzt hat.